# 王建辰
王建辰（1921年7月1日—2012年9月25日），男，陕西兴平人，中国兽医学家，中国家畜产科学奠基人之一，曾任西北农林科技大学教授。